# Gaedeina romieuxi
Gaedeina romieuxi är en fjärilsart som beskrevs av Sergius G. Kiriakoff 1960. Gaedeina romieuxi ingår i släktet Gaedeina och familjen tandspinnare. Inga underarter finns listade i Catalogue of Life.